# Transparent Soul
Transparent Soul è un singolo della cantante statunitense Willow, pubblicato il 27 aprile 2021 come primo estratto dal quarto album in studio Lately I Feel Everything.

## Descrizione
Il brano, che vede la partecipazione del batterista statunitense Travis Barker, è stato scritto dagli stessi interpreti con Tyler Cole e prodotto da quest'ultimo. È composto in chiave di Si minore ed ha un tempo di 90 battiti per minuto.

## Video musicale
Il video musicale del brano è stato reso disponibile il 28 maggio 2021.

## Tracce
1. Transparent Soul – 2:48

## Classifiche
| Classifica (2021) | Posizione massima |
| ----------------- | ----------------- |
| Canada            | 54                |
| Irlanda           | 26                |
| Lituania          | 74                |
| Nuova Zelanda     | 37                |
| Regno Unito       | 28                |
| Stati Uniti       | 76                |